# Онёй (кантон)
Онёй (фр. d'Auneuil) — упраздненный кантон во Франции, регион Пикардия, департамент Уаза. Входил в состав округа Бове.
В состав кантона входили коммуны (население по данным Национального института статистики Архивная копия от 21 сентября 2013 на Wayback Machine за 2010 г.):
- Бернёй-ан-Бре (789 чел.)
- Бомон-не-Нонен (361 чел.)
- Вальдампьерр (916 чел.)
- Виллер-Сен-Бартелеми (479 чел.)
- Виллотран (288 чел.)
- Жуи-су-Тель (977 чел.)
- Ла-Уссуа (574 чел.)
- Ле-Мений-Терибю (825 чел.)
- Ле-Мон-Сент-Адриян (580 чел.)
- Ле-Невиль-Гарнье (267 чел.)
- Онёй (2 797 чел.)
- Отёй (591 чел.)
- Онс-ан-Бре (1 295 чел.)
- Поршё (315 чел.)
- Ренвилле (872 чел.)
- Сен-Жермен-ла-Потри (420 чел.)
- Сен-Леже-ан-Бре (378 чел.)
- Сен-Поль (1 579 чел.)
- Труссюр (189 чел.)
- Фрокур (558 чел.)

## Экономика
Структура занятости населения:
- сельское хозяйство — 5,2 %
- промышленность — 26,2 %
- строительство — 10,8 %
- торговля, транспорт и сфера услуг — 34,4 %
- государственные и муниципальные службы — 23,4 %

## Политика
На президентских выборах 2012 г. жители кантона отдали в 1-м туре Марин Ле Пен 28,3 % голосов против 28,2 % у Николя Саркози и 20,8 % у Франсуа Олланда, во 2-м туре в кантоне победил Саркози, получивший 58,2 % голосов (2007 г. 1 тур: Саркози  — 35,2 %, Сеголен Руаяль— 17,3 %; 2 тур: Саркози — 63,4 %). На выборах в Национальное собрание в 2012 г. по 2-му избирательному округу департамента Уаза они поддержали действующего депутата, кандидата партии Союз за народное движение Жана-Франсуа Манселя, получившего 33,6 % голосов в 1-м туре и 39,2 % голосов — во 2-м туре.
|  | Кандидат       | Партия                    | % голосов |
|  | -------------- | ------------------------- | --------- |
|  | Бруно Оге      | Союз за народное движение | 68,21     |
|  | Жан-Эрик Менар | Прочие левые              | 31,79     |